# Lathrobium dilutum
Lathrobium dilutum är en skalbaggsart som beskrevs av Wilhelm Ferdinand Erichson 1839. Lathrobium dilutum ingår i släktet Lathrobium, och familjen kortvingar. Enligt den finländska rödlistan är arten nära hotad i Finland. Arten är reproducerande i Sverige. Artens livsmiljö är ruderatmarker, vägrenar och banvallar.